# Falcotoya sporoboli
Falcotoya sporoboli är en insektsart som först beskrevs av Lindberg 1958.  Falcotoya sporoboli ingår i släktet Falcotoya och familjen sporrstritar.
Artens utbredningsområde är Egypten. Inga underarter finns listade i Catalogue of Life.